# Kanton Le Bény-Bocage
Der Kanton Le Bény-Bocage war von 1790 bis 2015 ein französischer Wahlkreis im Département Calvados und in der damaligen Region Basse-Normandie. Er umfasste 20 Gemeinden im Arrondissement Vire; sein Hauptort (frz.: chef-lieu) war Le Bény-Bocage. Die landesweiten Änderungen in der Zusammensetzung der Kantone brachten im März 2015 seine Auflösung. Vertreter im Generalrat des Départements war zuletzt von 1998 bis 2015 Alain Declomesnil. 
Der Kanton Le Bény-Bocage war 187,28 km2 groß und hatte 8593 Einwohner(Stand: 2012). 

## Gemeinden
| Gemeinde                 | Einwohner (Stand: 2022) | Code postal | Code Insee |
| ------------------------ | ----------------------- | ----------- | ---------- |
| Beaulieu                 | 188                     | 14350       | 14052      |
| Le Bény-Bocage           | 1.039                   | 14350       | 14061      |
| Bures-les-Monts          | 158                     | 14350       | 14115      |
| Campeaux                 | 583                     | 14350       | 14129      |
| Carville                 | 342                     | 14350       | 14139      |
| Étouvy                   | 301                     | 14350       | 14255      |
| La Ferrière-Harang       | 318                     | 14350       | 14264      |
| La Graverie              | 1.162                   | 14350       | 14317      |
| Malloué                  | 27                      | 14350       | 14395      |
| Montamy                  | 100                     | 14260       | 14440      |
| Mont-Bertrand            | 236                     | 14350       | 14441      |
| Montchauvet              | 378                     | 14350       | 14443      |
| Le Reculey               | 267                     | 14350       | 14532      |
| Saint-Denis-Maisoncelles | 98                      | 14350       | 14573      |
| Sainte-Marie-Laumont     | 652                     | 14350       | 14618      |
| Saint-Martin-des-Besaces | 1.174                   | 14350       | 14629      |
| Saint-Martin-Don         | 260                     | 14350       | 14632      |
| Saint-Ouen-des-Besaces   | 394                     | 14350       | 14636      |
| Saint-Pierre-Tarentaine  | 366                     | 14350       | 14655      |
| Le Tourneur              | 624                     | 14350       | 14704      |

## Bevölkerungsentwicklung
| 1962 | 1968 | 1975 | 1982 | 1990 | 1999 | 2006 | 2011 |
| ---- | ---- | ---- | ---- | ---- | ---- | ---- | ---- |
| 7913 | 7396 | 6763 | 6763 | 7030 | 7488 | 7979 | 8511 |